# 天主教安納托利亞宗座代牧區
天主教安納托利亞宗座代牧區（拉丁語：Apostolicus Vicariatus Anatoliensis）是土耳其一個羅馬天主教宗座代牧區，准座堂位於南部伊斯肯德倫。
2010年，有4,363名教友，有6個堂區、8名司鐸、8名修士、7名修女。
1931年6月20日立自治傳教區，1990年11月30日升為代牧區。2010年6月3日宗座代牧路易吉·帕多維塞被其司機割喉殺死。